# 北方華創
北方華創科技集團股份有限公司（英語: NAURA Technology Group Co., Ltd.）是由北京七星華創電子股份有限公司和北京北方微電子基地設備工藝研究中心有限責任公司重組而成，是一家總部位於中國北京的半導體設備和服務供應商。 北方華創現有四大產業製造基地，營銷服務體系覆蓋歐、美、亞等全球主要國家和地區。2023年下半，中国电子信息行业联合会发布了《2023年度电子信息企业竞争力报告及前百家企业名单》排名第69位，连续三年登电子信息竞争力百强榜单。

## 历程
北方華創最早可追溯至1965年7月建立文革時期運營的北京建中机器厂，位於酒仙桥万红路的國營代號700廠，當時主生產測量儀器和真空裝置、加熱爐配套裝置。90年代末籌劃與北京另外六家裝備老廠合組北京七星華創改制，七座廠聯合合併此為七星之名由來，後與方微電子再次合併至為現公司成立於2001年9月，於2010年3月在深交所上市（深交所：002371），2017年2月更為現名。 2016年重組完成後，構建了半導體裝備、真空裝備、新能源鋰電裝備和精密元器件四大業務板塊。
其中半導體裝備業務是以本次重大資產重組的標的公司—北京北方華創微電子裝備有限公司（原“北方微電子”）的資產及業務為基礎，進一步整合了公司原有高端半導體裝備業務而產生的新業務板塊，形成了包括Etch、PVD、LPCVD、APCVD、PECVD、氧化爐、擴散爐、清洗機、熱處理裝備、液晶面板製造裝備、氣體品質流量控制器等系列化半導體關鍵製造裝備及核心零部件，應用領域以積體電路製造領域為核心、輻射先進封裝、半導體照明、微機電系統、功率器件、化合物半導體、平板顯示、新能源光伏等諸多應用領域。
2018年1月16日，北方華創科技集團股份有限公司下屬北京北方華創微電子裝備有限公司完成了對美國Akrion Systems LLC公司資產及相關業務的收購，本次收購將有助於拓展公司在積體電路清洗機裝備領域的產銷體系。 公司備案文件稱，北方華創美國全資子公司Naura Akrion Inc設立完畢，1,500萬美元投資資金到位。 同年4月完成在美國加利福尼亞州設立NAURA Research Inc.（北方華創美國矽谷研究院），開展先進半導體設備技術研發。
目前電子工藝裝備成為北方華創的營收主力，2018年營收25.21億元，同比增長了75.7%，占比達到了75%以上。在技術水準上，在積體電路領域已形成28奈米設備供貨能力，14奈米工藝設備進入客戶工藝驗證階段，12吋刻蝕機、PVD、ALD、單片退火系統以及LPCVD設備進入積體電路主流代工廠。
北方華創四大事業群：
- 半導體裝備事業群產品包括刻蝕設備、PVD設備、CVD設備、氧化/擴散設備、清洗設備、新型顯示裝置、氣體品質流量控制器等。
- 真空裝備事業群為半導體、光伏、真空電子器件、磁性材料、航空航太、智慧電網等領域，提供真空熱處理裝備及工藝解決方案。
- 新能源鋰電事業群為客戶提供鋰離子電池整線解決方案。
- 精密元器件事業群產品涵蓋電阻器、電容器、晶體器件、微波元件、二次電源模組等，為高速鐵路、智慧電網、航空航太、醫療設備、衛星導航等領域提供產品與服務。[3]